# Reloj sin manecillas
Reloj sin manecillas (título original: Clock Without Hands) es la última novela publicada por la escritora estadounidense Carson McCullers, en 1961.
Como en otras novelas de McCullers, las historias se entrecruzan. En Reloj sin manecillas, el personaje del farmacéutico JT Malone las unifica en una sólida estructura narrativa. 

## Argumento
El farmacéutico JT Malone se entera de que va  a morir de leucemia. Un juez trata de explicar la muerte de su hijo, que se suicidó años atrás; su nieto, busca su propia identidad a través de la muerte de su padre. El destino de los tres personajes está relacionado con Sherman Pew, un adolescente negro, de ojos celestes.